# Torta del Casar

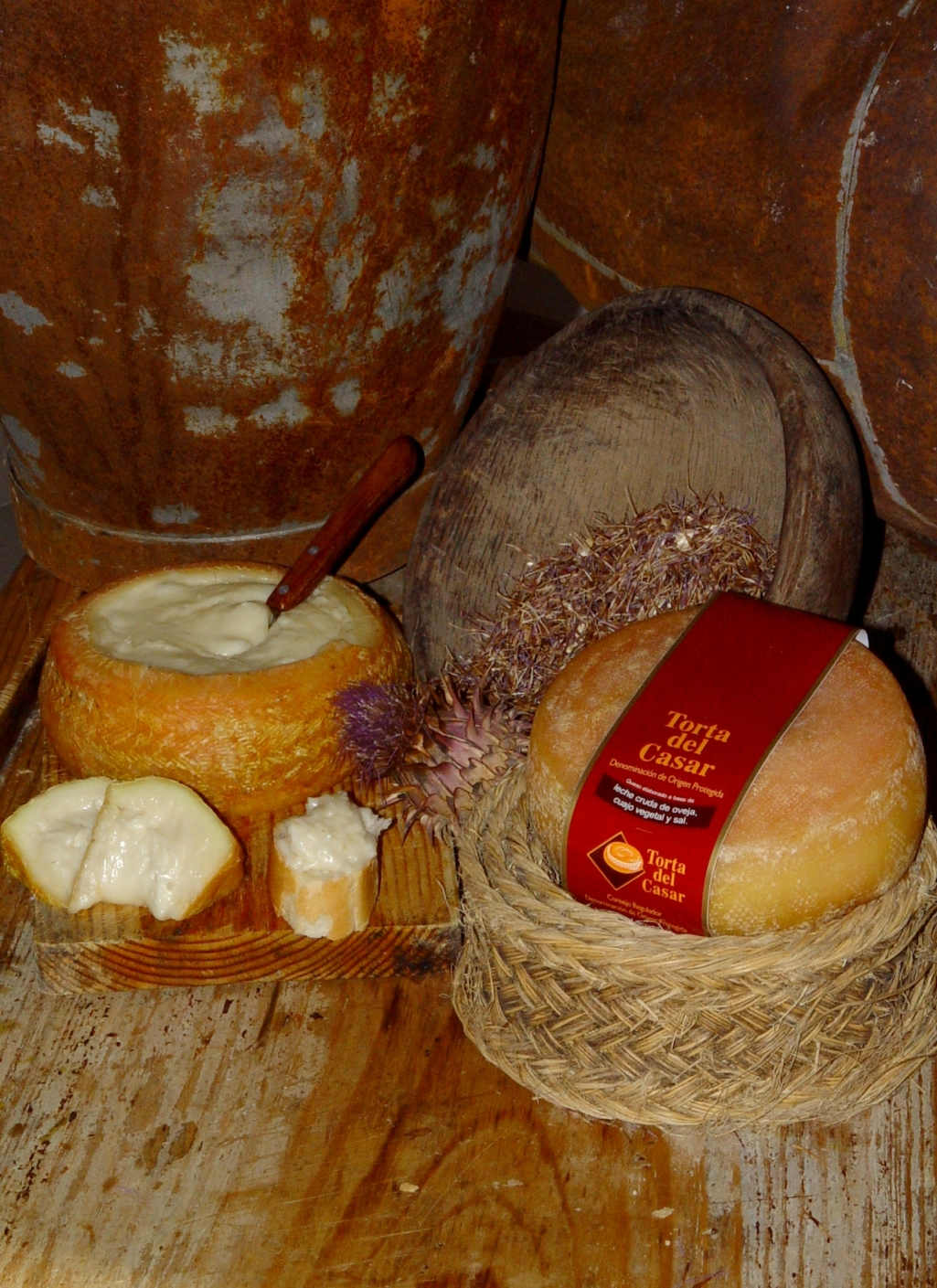
Torta del Casar

Torta del Casar je sýr s chráněným označením původu vyráběný ve španělském autonomním společeství Extremadura. Sýr byl poprvé vyroben ve vesnici Casar de Cáceres, odtud také pochází jeho jméno (Torta de Casar tj. „Casarský dort“). 
Torta del Casar se vyrábí z nepasterizovaného ovčího mléka. Proces sýření probíhá při 28–32 °C po 50 až 80 minut. To zanechává sýr uvnitř tekutý, což je jeho hlavní charakteristikou. Sýr zraje nejméně šedesát dní, má válcovitý tvar, a prodává se po kusech od 200 do 1100 gramů. 
Před konzumací musí mít Torta del Casar pokojovou teplotu, aby se zachovala jeho krémová konzistence. Vrchní část sýru se odkrojí (při delším uchovávání může sloužit jako poklop) a vnitřní krémová část se rozetře na pečivo, nebo se kousky pečiva do sýru namáčí jako např. u fondue. 